# بروس داي (مهندس مدني)
بروس داي (بالإنجليزية: Bruce Day)‏ هو مهندس مدني أسترالي، ولد في 8 ديسمبر 1927، وتوفي في 5 ديسمبر 2015 في ملبورن في أستراليا.